# Мельница
Студія анімаційного кіно «Мельница» (з рос. — «Млин») — російська анімаційна студія, яка випускає мультиплікаційні фільми. Створена в 1999 році, засновниками виступили «Фонд Кіно» і компанія СТВ. Розташована в Санкт-Петербурзі, на проспекті Більшовиків, будинок 34, корпус 2.

## Історія
Компанія «Мельница» була заснована в 1999 році продюсером Сергієм Сельяновим і керівником студії «Міні-Синема» Олександром Боярським для створення двосерійного мультфільму «Пригоди в Смарагдовому місті». Планувалося виробництво повнометражного мультфільму для кінопрокату, але планам завадила фінансова криза 1998 року. Назвою студії вибрали перше, що спало на думку (студія розташовувалася на Мельничній вулиці в Санкт-Петербурзі). Компанія була заснована на паритетних засадах: 50 % належало Боярському, 50 % — кінокомпанії «СТВ», що належить Сельянову. Управління фінансами обох компаній спочатку було загальним. Приміщення для компанії було орендовано в одному з будинків «Леннаучфильму». Для своєї компанії Боярський і Сельянов максимально вклалися тільки в студію звукозапису і зал Dolby для перезапису фільмів. Співробітників набирали для роботи на відрядній основі.
Згодом проект «Пригоди в Смарагдовому місті» зацікавив компанію «НТВ-Кіно», і вона долучилася до виробництва. До 2000 року були створені чотири серії тривалістю 24 хвилини. Всього, за задумами авторів, повинні були вийти 26 серій. Однак на хвилі зміни власника НТВ і медіагрупи «Медіа-Мост» співпраця була припинена.У 2002 році за власною ініціативою почали виробництво мультфільму «Карлик Ніс» по однойменною казкою Вільгельма Гауфа. Мультфільм вийшов на екрани 20 березня 2003 року і зібрав в прокаті $ 700 000, що для російського кіноринку стало своєрідним рекордом, оскільки з десятка знятих з початку 1990-х повнометражних мультфільмів лише два («Незнайко на Місяці» і «Нові Бременські») були випущені в прокат. Просуванням всіх подальших повнометражних робіт «Мельница» зайнялася приналежна «СТВ» прокатна компанія «Наше кіно».
У 2003 році Боярський, отримавши лист від студента з Дніпропетровська з уривком сценарію про пригоди Олешка Поповича на сучасний лад, показав отриманий уривок Сельянову. Ідея сподобалася обом і вони вирішили перейти на «російський фольклор». Мультфільм «Олешко Попович і Тугарин Змій» створювався все літо 2004 року і вийшов в грудні, коли російський кіноринок знаходився вже на підйомі. При бюджеті  $2,4 млн мультфільм зібрав майже $2 млн.
Що вийшов 16 березня 2006 року «Добриня Микитич та Змій Горинич» також не окупився в прокаті, при бюджеті $3 млн зібравши трохи більшу суму. Але вже наступний мультфільм «Ілля Муромець і Соловей-Розбійник», що вийшов на наступний рік, зібрав $10 млн при бюджеті в $3,5 млн, тим самим окупити в прокаті.
До 2010 року кінопрокатники неохоче виділяли вечірні сеанси для показу мультфільмів, вважаючи їх (мультфільми) більш придатними для ранкових і денних сеансів. Після прокату в 2010 році мультфільму-кросовера «Три богатирі та Шамаханська цариця» ситуація почала змінюватися, і під показ мультфільмів почали віддавати більше вечірніх сеансів. Крім того, виплата творцям належної частки від зборів проводилася з затримкою, так, наприклад, до початку 2013 року кінопрокатники ще не завершили розрахунок за показ «Шамаханської цариці» в 2010 році.
Спочатку «Мельница» виробляла лише продукцію за технологією 2D, але потім в 2011 році був створений відділ для роботи над 3D-продукцією, після чого почалася робота над мультфільмом «Урфін Джюс і його дерев'яні солдати». За даними Вадима Сотскова, директора компанії «КиноАтис», яка випустила мультфільм «Зоряні собаки: Білка та Стрілка», мальована 2D-анімація за собівартістю в середньому на 25 % дешевше, ніж 3D. Компанія частково компенсує витрати за рахунок паралельної роботи над кількома проектами, завдяки чому персонал можна перерозподіляти.
Мультфільм «Іван Княженко та Сірий Вовк», що вийшов наприкінці 2011 року, в 2012 році став лідером прокату серед російських фільмів, зібравши в Росії і країнах СНД, за даними Forbes, $ 29 млн при бюджеті $7,5 млн. Прибуток студії при цьому склав $4,5 млн, а наприкінці 2013 року вийшов сиквел цього фільму — «Іван Княженко та Сірий Вовк 2». Також на початку 2016 року побачила 3-тя частина.
З осені 2014 року студія знаходиться в новій будівлі на проспекті Більшовиків.
Зображення з постера до мультфільму «Три богатирі та Шамаханська цариця» з'явилися на зображенні монет номіналом 25 рублів зразка 2017 року.

## Стилістика
Основний наголос студія робить не на високохудожню анімацію, а на цікавий сюжет. За оцінками фахівців [хто?], якість анімації продукції «Мельницы» — середня, але Олександр Герасимов, гендиректор «Мастер-фильму», вважає це швидше гідністю студії, оскільки її продукція окупається. Співвласник компанії «Рики» Анатолій Прохоров також відзначає, що у «Мельниці» «небездоганні сценарії, режисура і нерівний за якістю мультиплікат», а самі творці «працюють технологічно простими засобами», але при цьому їхня продукція подобається глядачеві.

## Роботи
Першими мультиплікаційними проектами були рекламні ролики для телебачення, короткометражний мультфільм Костянтина Бронзіта «Die Hard» (Гран-прі міжнародного мультиплікаційного кінофестивалю ANNECY '98), а також робота для «Poseidon Film Distributors Ltd» (мультиплікаційні серіали «Global Bears Rescue» і «Technology»).
У студії «Мельница» були створені такі анімаційні фільми:

### Повнометражні
Нижче перераховані повнометражні мультфільми студії, які вже були випущені в прокат або плануються до випуску.
| Рік  | Назва мультфільму                      | Режисер(и)                                     | Автор(и) сценарію                                                              | Художник(и)-постановник(и)                     | Бюджет    | Збори       |
| ---- | -------------------------------------- | ---------------------------------------------- | ------------------------------------------------------------------------------ | ---------------------------------------------- | --------- | ----------- |
| 2003 | «Карлик Ніс»                           | Ілля Максимов                                  | Олександр Боярський                                                            | Олександра Авер'янова                          | $2,5 млн  | $569 837    |
| 2004 | «Олешко Попович і Тугарин Змій»        | Костянтин Бронзіт                              | Олександр Боярський Максим Свєшников Ілля Максимов Костянтин Бронзіт           | Ольга Овинникова                               | $4,0 млн  | $1 730 000  |
| 2006 | «Добриня Микитич та Змій Горинич»      | Ілля Максимов                                  | Олександр Боярський Максим Свєшніков Ілля Максимов                             | Ольга Овинникова                               | $4,5 млн  | $3 620      |
| 2007 | "Ілля Муромець і Соловей-Розбійник"    | Володимир Торопчин                             | Олександр Боярський Максима Свєшнікова                                         | Олег Маркелов                                  | $2,0 млн  | $9 739 679  |
| 2008 | "Про Федота-стрільця, удалого молодця" | Людмила Стеблянко                              | Людмила Стеблянко Роман Смородін                                               | Анастасія Васильєва                            | -         | $2 586 097  |
| 2010 | "Три богатирі та Шамаханська цариця"   | Сергій Глезін                                  | Олександр Боярський Ольга Нікіфорова                                           | Олена Лаврентьєва Олег Маркелов                | $3,0 млн  | $19 010 585 |
| 2011 | "Іван Княженко та Сірий Вовк"          | Володимир Торопчин                             | Олександр Боярський Леонід Барац Ростислав Хаїт Сергій Петрейков ("Квартет І") | Марина Кудрявцева                              | $3,0 млн  | $24 830 497 |
| 2012 | "Три богатирі на далеких берегах"      | Костянтин Феоктистов                           | Олександр Боярський Слава Се (діалоги)                                         | Лідія Савіна                                   | $3,5 млн  | $31 505 876 |
| 2013 | "Іван Княженко та Сірий Вовк 2"        | Володимир Торопчин                             | Володимир Торопчин Олександр Боярський Світлана Саченко                        | Світлана Дегтярьова                            | $3,0 млн  | $20 962 988 |
| 2015 | "Три богатирі. Хід конем"              | Костянтин Феоктистов                           | Олександр Боярський Світлана Саченко Слава Се (діалоги)                        | Світлана Дегтярьова                            | $3,5 млн  | $16 918 989 |
| 2015 | "Фортеця. Щитом і мечем"               | Федір Дмитрієв                                 | Олександр Боярський                                                            | Олег Маркелов                                  | $3,8 млн  | $1 176 906  |
| 2015 | "Іван Княженко та Сірий Вовк 3"        | Дарина Шмідт                                   | Леонід Барац Ростислав Хаїт Сергій Петрейков ("Квартет І")                     | Світлана Дегтярьова                            | $4 млн    | $9 631 488  |
| 2017 | "Три богатирі та морський цар"         | Костянтин Феоктистов                           | Олександр Боярський Світлана Саченко Альона Табунова Слава Се (діалоги)        | Андрей Якобчук                                 | $4 млн    | $14 134 274 |
| 2017 | "Урфін Джюс і його дерев'яні солдати"  | Володимир Торопчин Федір Дмитрієв Дарина Шмідт | Олександр Боярський Дарина Шмідт Слава Се (діалоги)                            | Анатолий Соколов                               | $6,1 млн  | $3 570 218  |
| 2017 | "Три богатирі та принцеса Єгипту"      | Костянтин Феоктистов                           | Олександр Боярський Світлана Саченко                                           | Андрей Якобчук                                 | $3 млн    | $13 756 665 |
| 2018 | "Три богатирі і спадкоємиця престолу"  | Костянтин Бронзит                              | Максим Свєшніков Вадим Свєшніков Костянтин Бронзит                             | Юлія Маслова Дар'я Іванова                     | $2,5 млн  | $9 191 443  |
| 2019 | "Урфін Джюс повертається"              | Федір Дмитрієв                                 | Олександр Боярський                                                            | Олексій Коробкін                               | -         | $1 213 739  |
| 2019 | "Іван Княженко та Сірий Вовк 4"        | Дарина Шмідт Костянтин Феоктистов              | Леонід Барац Ростислав Хаїт Сергій Петрейков ("Квартет І")                     | Дар'я Іванова                                  | $ 4,0 млн | $7 061 603  |
| 2020 | "Барбоскіни на дачі"                   | Олена Галдобіна Федір Дмитрієв                 | Олександр Боярський Олександра Шоха                                            | Олег Маркелов                                  | $1,5 млн  | $951 075    |
| 2020 | "Кінь Юлій і Великі скачки"            | Дарина Шмідт Костянтин Феоктистов              | Максим Свєшніков Вадим Свєшніков Олександр Боярський                           | Андрей Якобчук                                 | $1,8 млн  | $4 875 202  |
| 2021 | "Три богатирі та Кінь на троні"        | Дарина Шмідт Костянтин Феоктистов              | Олександр Боярський Олександра Шоха                                            | Дар'я Іванова                                  | -         | $7 056 441  |
| 2022 | "Барбоскіни Team"                      | Олена Галдобіна Федір Дмитрієв                 | Олена Галдобіна Федір Дмитрієв                                                 | Олег Маркелов                                  | -         | -           |
| 2022 | "Іван Княженко та Сірий вовк 5"        | Дарина Шмідт Костянтин Феоктистов              | Олександр Боярський Олександра Шоха                                            | Юлія Маслова Дар'я Іванова Світлана Дегтярьова | -         | -           |